# Passage Schiedam
De Passage in Schiedam is een overdekte winkelgalerij tussen de Broersvest en het Broersveld. De Passage, een ontwerp van architect Pieter Sanders, werd op 29 juli 1932 in gebruik genomen. In de Passage was een bioscoop annex theater, dat heeft bestaan tot 1994. Het Passage Theater werd dat jaar gesloopt en in 1998 vervangen door het Theater aan de Schie.
Het pronkstuk van het Passage Theater was een heel groot Standaart Theaterorgel. Organist Joop Walvis had een vast engagement en speelde voor, tussen en na de filmvoorstelling. Vaak gaf hij concerten die ook door radio Hilversum werden uitgezonden. Ook Cor Steijn heeft op dit orgel gespeeld. Dankzij de Nederlandse Orgel Federatie is het orgel niet verloren gegaan toen het Passage Theater werd gesloopt, maar staat het nu in het Theater aan de Schie. 
Als een van de eersten opende de bekende persfotograaf Adriaan Maltha op Passage nummer 12 zijn fotozaak. Een andere Schiedammer die zich in de Passage vestigde, was de kunstschilder Theo (Doop) Wiegman. Hij was befaamd om zijn schilderijen van de rivier de Maas met schepen.
Oorspronkelijk had Antonio Belfi zijn ijssalon La Venezia niet op de hoek van de Passage, maar midden in de Passage. Na Antonio nam zijn zoon Rico Belfi de ijssalon over en vervolgens de derde generatie. Sinds half januari 2010 is La Venezia gesloten en in juni 2010 heropend op het Rubensplein in Schiedam-West. Op de oude plaats werd weer een ijssalon gevestigd die alweer gesloten is.
De oorspronkelijke Passage was 37 meter lang en 7 meter breed. De Passage was voorzien van een dubbele glazen kap, waarbij de onderste kap met opaline glas was uitgevoerd. Het daglicht kwam hierdoor enigszins diffuus door. Ook in de vloer waren glazen tegels aanwezig waardoor licht uit de kelderruimtes werd doorgelaten.
Aan de westkant van de Passage was een trap naar het lager gelegen Broersveld, waar echter weinig winkels te vinden waren.
In 1995 is de Passage aan de kant van het Broersveld uitgebreid met de Nieuwe Passage, een in twee lagen overdekt winkelcentrum in Schiedam dat werd geopend in 1995. De oorspronkelijke gevel aan de Broersvest bestaat nog en ook is de oude passage in oude luister hersteld. Het winkelcentrum heet Passage Schiedam en heeft een oppervlakte van 15.000 m².

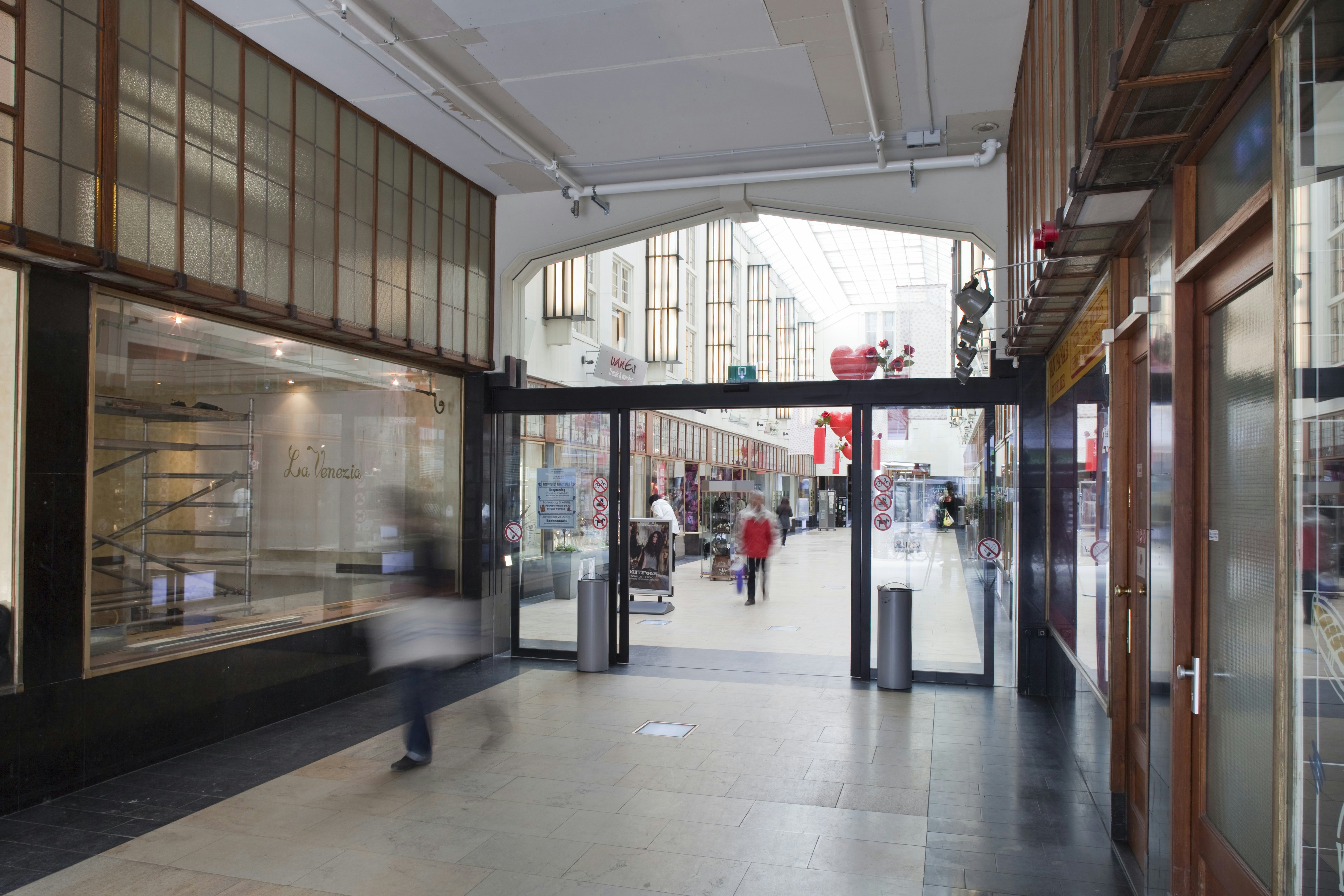
Doorkijk Passage vanaf de hoofdingang
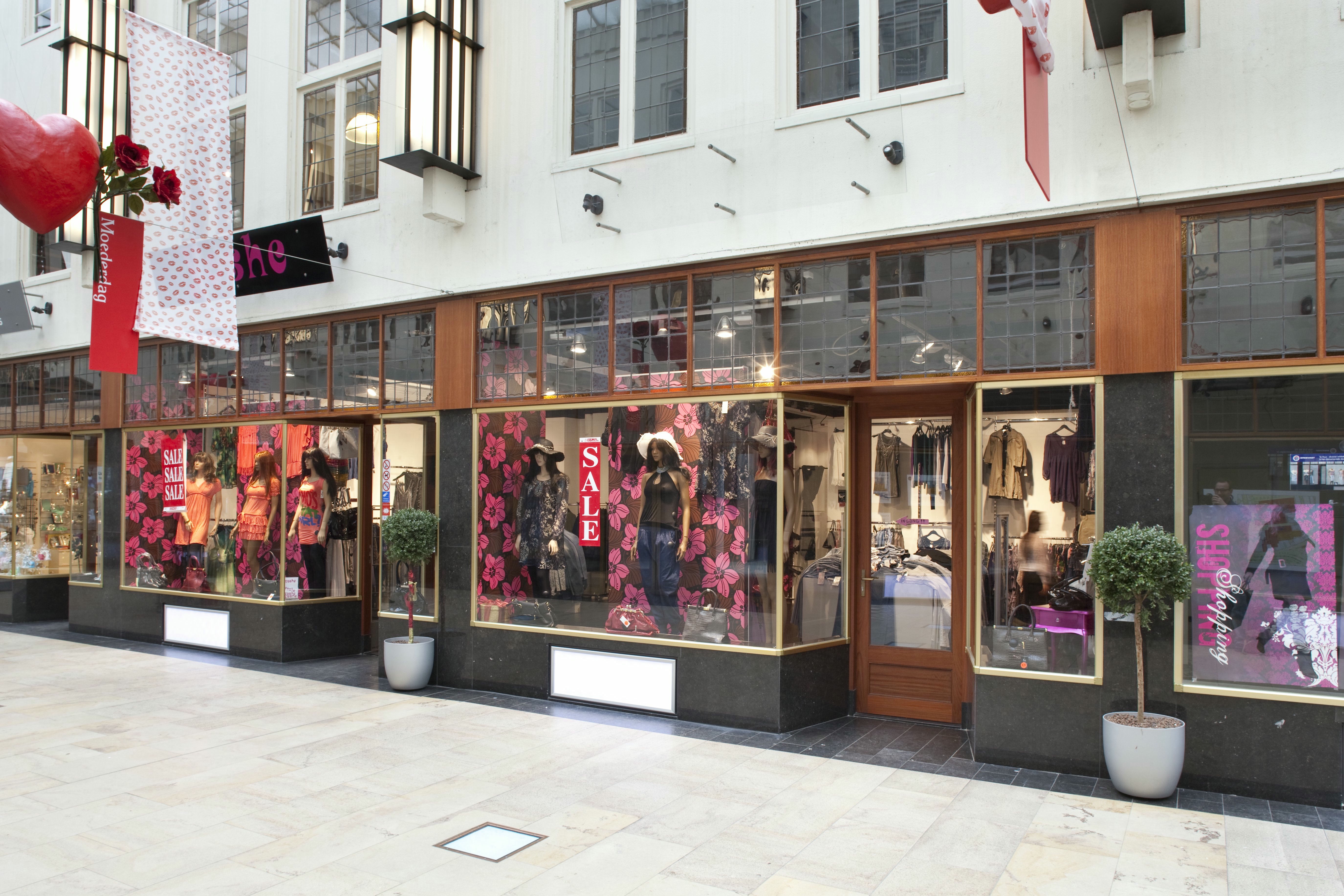
Overzicht winkelfront in de Passage
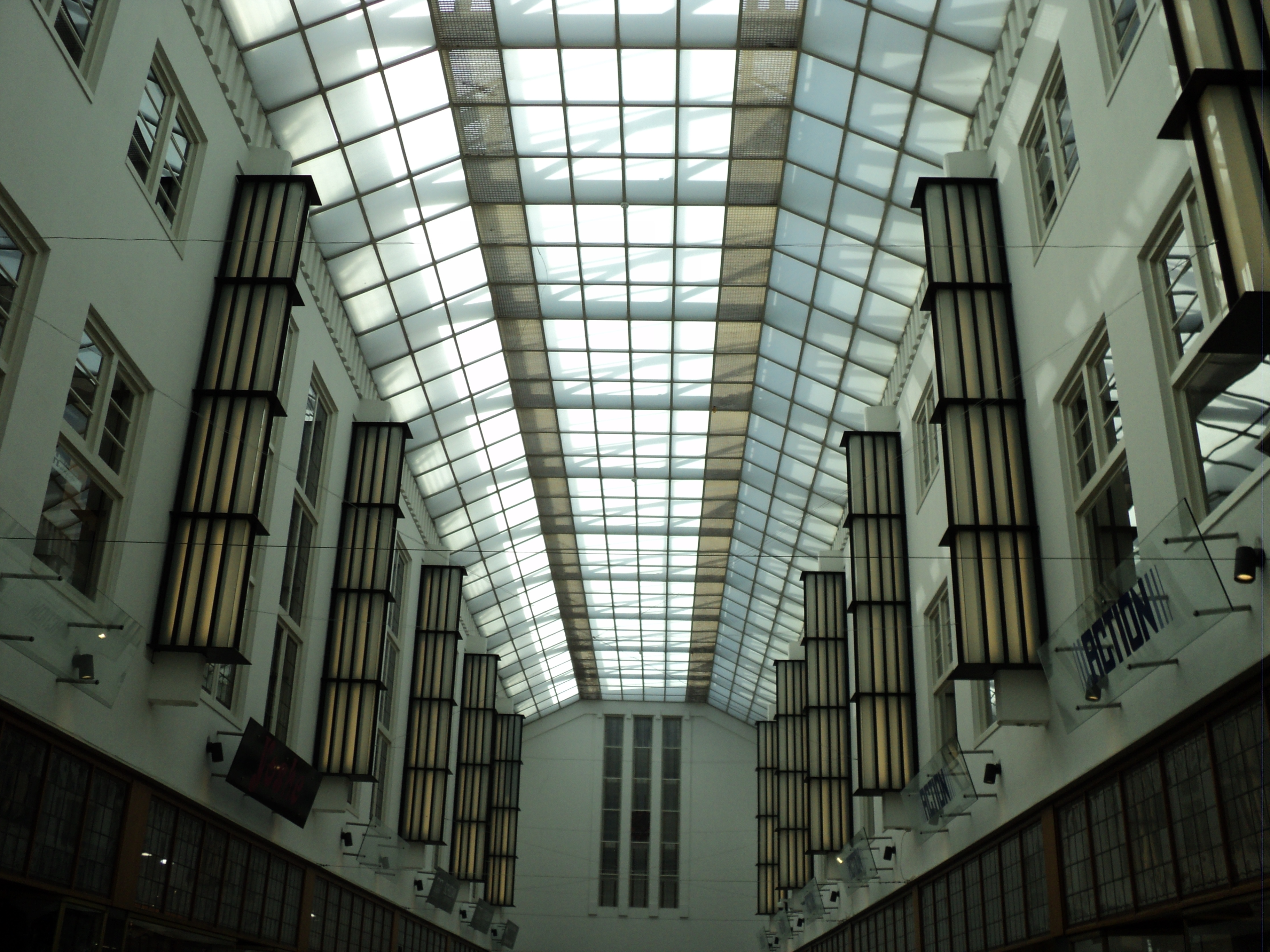
Het glazen plafond in de Passage
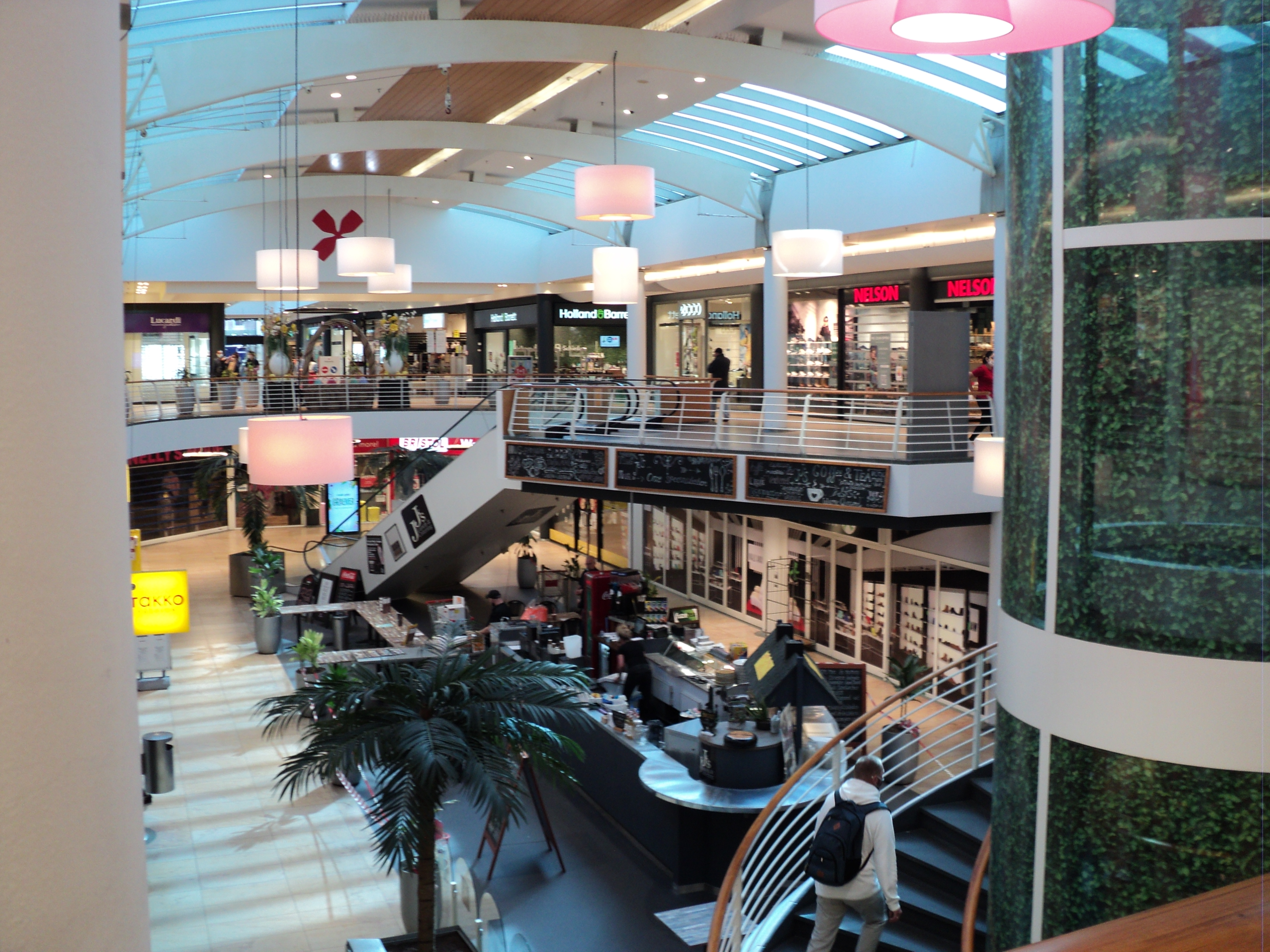
Het winkelcentrum aan het eind van de Passage
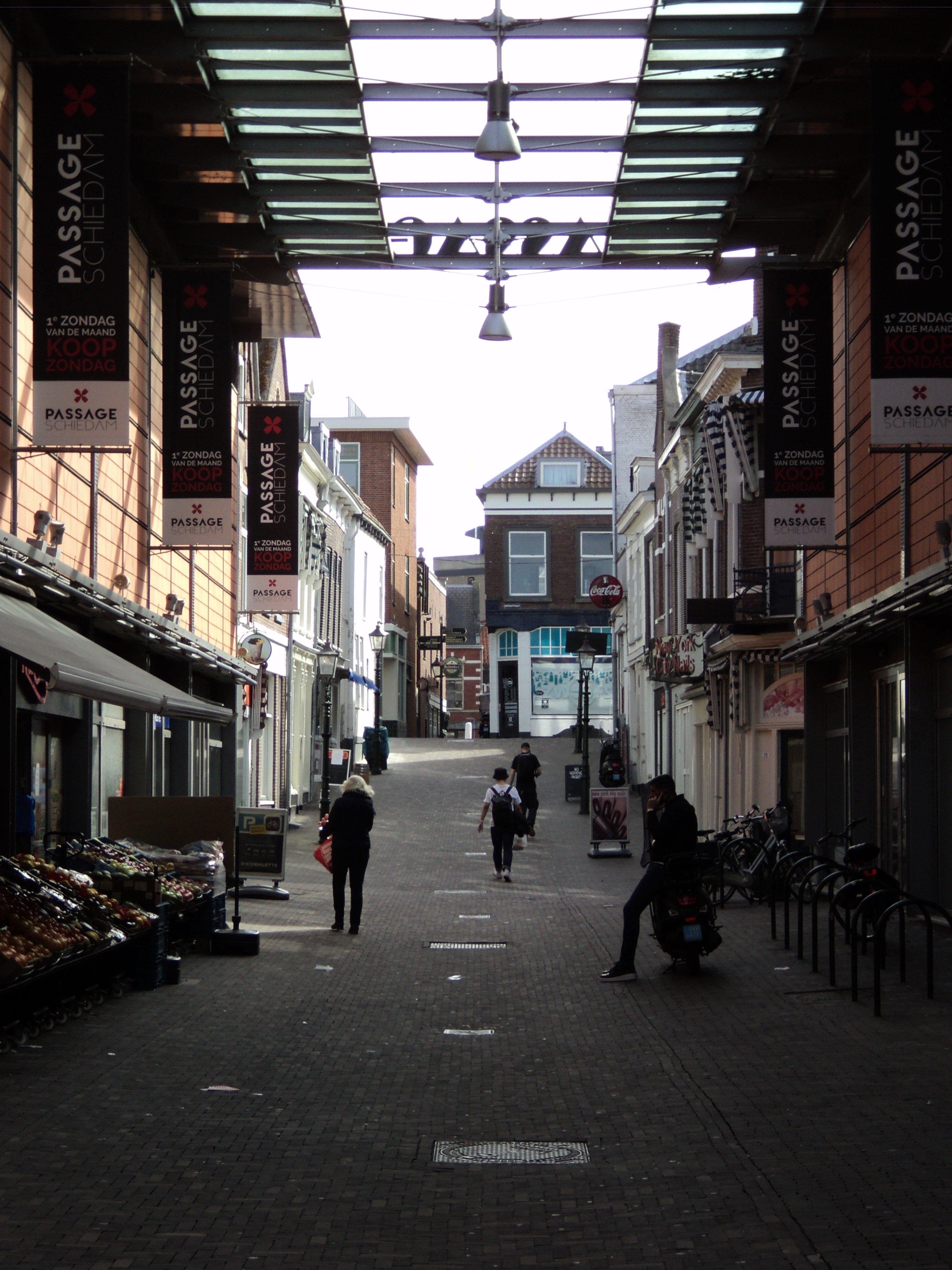
De passage onder het winkelcentrum van de Passage